# Cyriocosmus venezuelensis
Cyriocosmus venezuelensis là một loài nhện trong họ Theraphosidae.
Loài này thuộc chi Cyriocosmus. Cyriocosmus venezuelensis được miêu tả năm 2010 bởi Kaderka.